# 德国葡萄酒之路
德国葡萄酒之路（德語：Deutsche Weinstraße，發音：[ˌdɔʏtʃə ˈvaɪnˌʃtʁaːsə]）是德国第一条旅游路线，1935年开放，位于莱茵兰-普法尔茨州，全长85千米。这条路线的标志是黄色背景上的一串十个葡萄和路线的名称。

## 历史
为了促进旅游业，德国在1930年代开始设立一些旅游路线（Touristenstraßen）。德国葡萄酒之路是在1935年10月19日正式开放的。为了配合这条线路的建立，当局在沿途的一些道路原来的名字后面加上了字样，即“在葡萄酒之路上”。

## 地理

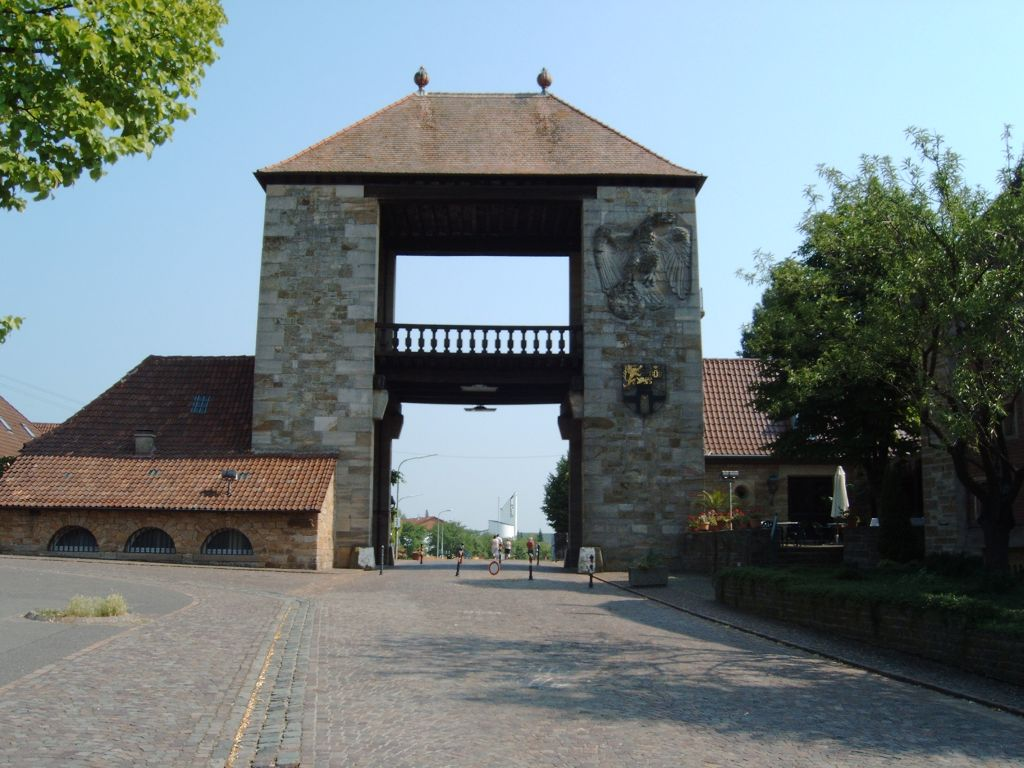
德国葡萄酒之门（Deutsches Weintor）

这条路线穿越普法尔茨葡萄酒产区。该地区是德国最温暖的一个区域，属于地中海式气候，适合种植無花果，柠檬，奇異果这类在德国其他地区没有的植物。本地區所種植的雷司令葡萄品種最負盛名。
位于德法边界施崴根-雷西腾巴赫的德国葡萄酒之门标志着这条路线的起点。这座建筑于1936年使用砂岩建造。路线一直向北延伸，经过巴特贝格匝本、兰道、埃登科本、葡萄酒之路上的新城、戴德士海姆、巴特迪克海姆和格陵施塔特，到达魏恩施特拉瑟地区博肯海姆。

## 葡萄酒节

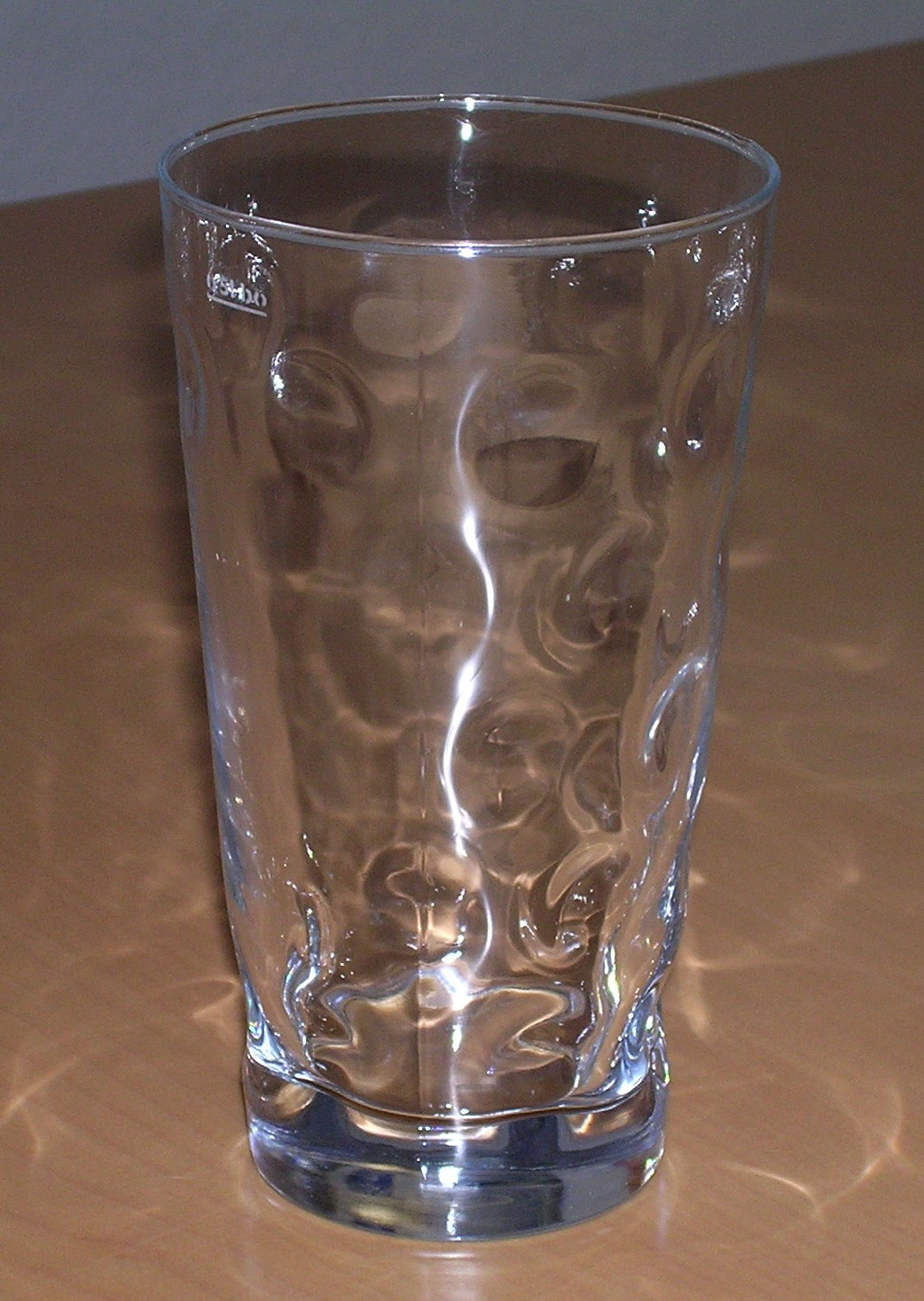
当地的传统葡萄酒杯Dubbeglas

每年的三月到十月，德国葡萄酒之路举办众多的露天葡萄酒节，成为旅游的一个亮点。世界上最大的葡萄酒节每年九月在巴特迪克海姆的香肠集市（Wurstmarkt）举行。这里有能装下170万升葡萄酒的世界上最大的葡萄酒桶，吸引了超过60万名旅客。其他重要的葡萄酒节还有十月的，七月的，八月的，和每年最早举办的。
每逢八月的最后一个星期天，是德国葡萄酒之路体验日（Erlebnistag Deutsche Weinstraße），整条葡萄酒之路都禁止汽车通行，众多葡萄酒生产商和小酒吧为成千上万的徒步的、骑自行车的、溜轮滑的漫游者服务。
与德国其他产酒区不同，这里的葡萄酒使用一种50毫升的玻璃杯销售，而不是通常的25毫升。这种名为的玻璃杯具有特殊的造型，酒杯上宽下窄，杯壁上有酒窝（Dubbe）状的纹饰。